# 컴퓨터 소양
컴퓨터 소양(Computer Literacy, 컴퓨터 활용 능력, 컴퓨터 리터러시)은 컴퓨터를 조작하여 원하는 작업을 실행하고, 필요한 정보를 얻을 수 있는 지식과 능력을 말한다.

## 어원
1970년대 후반 컴퓨터가 보급되기 시작했던 시기에는 프로그램 언어에 대한 활용 능력, 또는 컴퓨터에 대한 기술적인 전문 지식이 있다는 것을 의미하였다. 그러나 정보화 사회로 발전되면서 그러한 의미보다는 일상 생활 속에서 컴퓨터를 조작하여 목표를 달성하는 능력을 가리키는 말로 변화되었다.
인터넷이 널리 보급되어 각종 정보가 범람하는 21세기에는 "인터넷을 이용한 정보 검색 방법"과 "정보의 진위를 확인하고 정보를 취사선택 능력"이라는 의미도 포함될 수 있다.
컴퓨터 소양이 부족한 사람을 한국어권에서는 컴맹으로 부른다.

## 교육
컴퓨터 소양 교육은 컴퓨터를 조작하는데 필요한 기본적인 지식과 기능에 대한 교육을 의미한다.
학교에서의 컴퓨터 소양 교육에는 다음과 같은 내용들이 포함된다.
- 컴퓨터의 사회적 의미 및 영향, 컴퓨터의 능력과 한계를 이해하고 컴퓨터를 조작하기 위한 기능
- 컴퓨터에 관한 지식을 기초로 학습 과정에서의 컴퓨터 활용법, 정보사회에서 발생 가능한 문제에 대한 올바른 이해와 태도
- 컴퓨터 프로그램의 이용, 최소한 하나 이상의 고급 언어를 이용한 프로그래밍

## 같이 보기
- 컴퓨터 소양 교육